# Ясюнино
Ясюнино — деревня в Угличском районе Ярославской области России. Входит в состав Ильинского сельского поселения.

Упоминается в Росписи Ростовской Епархии Ростовского уезда погосту Василевского что на Талице церкви Василия Великого за 1739 год.
Источник Филиал ГКУ ЯО ГАЯО[1] в г. Угличе, фонд 230 опись 13-1 дело 190 страница 114, Исповедные росписи церквей сел Ростовского уезда за 1739 год 
[1] Государственное казённое учреждение Ярославской области «Государственный архив Ярославской области» (ГКУ ЯО ГАЯО)

## География
Деревня находится в юго-западной части области, в зоне хвойно-широколиственных лесов, при автодороге 78Н-0881, на расстоянии примерно 30 километров (по прямой) к юго-востоку от города Углича, административного центра района.

### Климат
Климат характеризуется как умеренно континентальный, со сравнительно холодной зимой и относительно тёплым летом. Среднегодовая температура воздуха — +3,2 °C. Средняя температура воздуха самого холодного месяца (января) — −10,8 °C (абсолютный минимум — −46 °C); самого тёплого месяца (июля) — +17,6 °C (абсолютный максимум — +35 °C). Вегетационный период длится около 165—170 дней. Годовое количество атмосферных осадков составляет 600—700 мм, из которых большая часть выпадает в тёплый период. Снежный покров держится в среднем 150 дней.

### Часовой пояс
Ясюнино, как и вся Ярославская область, находится в часовой зоне МСК (московское время). Смещение применяемого времени относительно UTC составляет +3:00.

## Население
| 2007 | 2010 |
| ---- | ---- |
| 2    | →2   |

### Национальный состав
Согласно результатам переписи 2002 года, в национальной структуре населения русские составляли 100 % из 2 чел.